# Dextrine
Dextrine, auch Stärkegummi oder Maltodextrine genannt, sind homologe Stärkeabbauprodukte, deren Molekülgröße zwischen Oligosacchariden und Stärke liegen. Üblicherweise kommen sie in Form von weißem bzw. hellgelbem Pulver vor. Sie werden hauptsächlich aus Weizen-, Kartoffel- und Maisstärke durch trockene Erhitzung (>150 °C) oder unter Säureeinwirkung gewonnen. In der Natur wird Dextrin zum Beispiel von Bacterium macerans erzeugt. Dextrine entstehen auch durch den enzymatischen Abbau von Stärke durch Amylase.
Im menschlichen Körper entstehen neben Glucose und Maltose auch kurzkettige Oligosaccharide im Laufe der Verdauung aus Amylopektin und Amylose (Bestandteile der Stärke), die häufig mit den Dextrinen verwechselt werden. Bei der enzymatischen Spaltung von Stärke werden die Polymere in Mono- (Dextrose), Di- (Maltose) und Oligosaccharide gespalten. Die dabei gebildeten Produkte werden je nach ihrem Abbaugrad (Dextrose-Äquivalent oder DE-Wert) als Maltodextrin bzw. Glucosesirup bezeichnet. Amylopektin und Amylose werden von der α-Amylase in Oligosaccharide gespalten, welche wiederum von β-Amylase in Maltose und schließlich in α-D-Glucose (auch Dextrose oder Traubenzucker genannt) mittels α-Glucosidase gespalten werden können.
Dextrine bilden sich auch in der Kruste von Gebäcken und in Mehlschwitzen. Sie entstehen aus Polysacchariden, bei Abwesenheit von Wasser und bei hohen Temperaturen ab 150 °C. Sie geben dem Gebäck unter anderem Farbe und typischen Geschmack. Früher wurden Dextrine auch als Röstdextrine oder British Gum bezeichnet, weil die Herstellung durch die hohen Temperaturen und die trockene Hitze einem Rösten gleichkommt. Es werden Gelb- oder Weißdextrine hergestellt. Dextrine, die durch β-Amylase nicht mehr weiter aufgespalten werden können, nennt man Grenzdextrine. Durch diese Behandlung wird ein Teil der Dextrine für die Verdauungsenzyme im menschlichen Körper unempfindlich und wird im Dünndarm nicht abgebaut, was den Einsatz von Dextrinen als Ballaststoffe ermöglicht.
Dextrine sind heutzutage durch moderne Herstellungsverfahren weitgehend geschmacksneutral. Unverdauliche (resistente) Dextrine finden als lösliche Ballaststoffe in Lebensmitteln Verwendung.
In Wasser lässt sich Dextrin sehr gut lösen, in Ethanol löst sich nur ein Teil des Produkts in Abhängigkeit von der Zusammensetzung.
Verwendet werden Dextrine unter anderem als Bindemittel für Aquarellfarben und als Klebstoffe z. B. bei Zigarettenfilterpapier.
Sogenannte Cyclodextrine können durch den besonderen Aufbau ihrer Moleküle als Verkapselungsschutz für flüchtige Aromastoffe und Vitamine in Lebensmitteln oder Arzneimitteln eingesetzt werden.